# Echecrate
Echecrate di Fliunte (417 a.C. circa) è stato un filosofo greco antico della scuola pitagorica.

## Biografia
Echecrate, in greco antico Ἐχεκράτης Eckhekrátēs, discepolo di Filolao è noto nella storia della filosofia per il Fedone, un dialogo platonico dove è l'interlocutore al quale Fedone narra della morte di Socrate. Nel dialogo Echecrate sembra sostenere la tesi pitagorica dell'anima come un'armonia delle funzioni corporee
Aristosseno, che conosceva personalmente Echecrate, lo definisce come l'ultimo dei pitagorici.
Un dubbio sul suo pitagorismo è stato espresso da Francesco Prontera. Così anche Federicomaria Muccioli: «Resta ancora indeterminato, ad esempio, se possa essere considerato un Pitagorico il misterioso Echecrate ...»
Probabilmente questo filosofo è l'Echecrate, nominato dallo storico Timeo di Tauromenio che ormai vecchio lo incontra.